# Pietro Antonio Daverio
Pietro Antonio Daverio (* 1564 in Mailand; † 1621 oder 1622 ebenda) war ein italienischer Bildhauer des Manierismus.

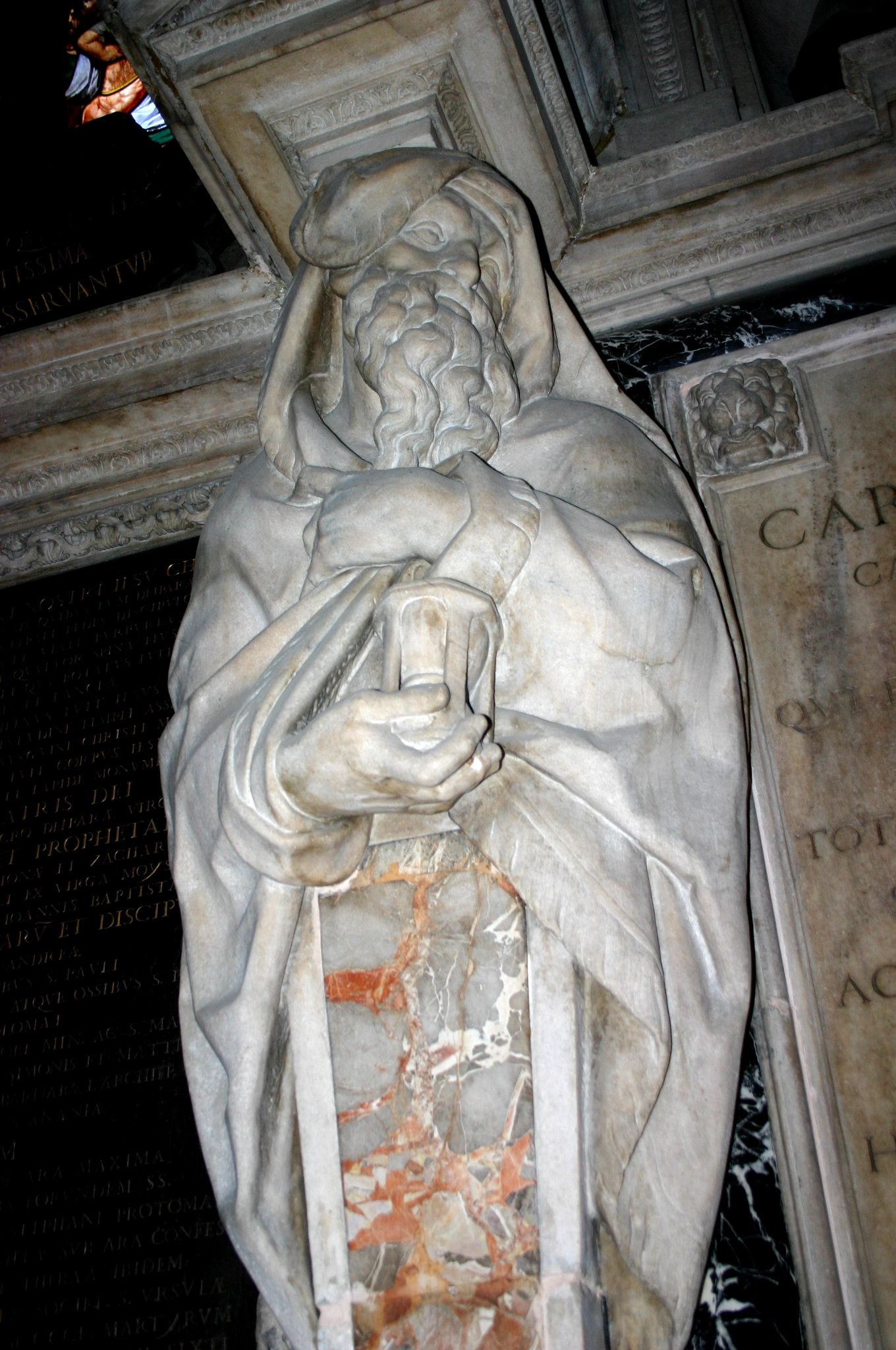
Pietro Antonio Daverio, Die Zeit, Mailänder Dom, Denkmal (1611), Einweihung 1577.

## Leben
Pietro Antonio Daverio wurde 1564 in der Basilika San Babila in Mailand getauft. Er war Schüler von Francesco Brambilla, dessen Tochter Margherita er heiratete und mit der er mehrere Kinder hatte; seine Schwester Vittoria heiratete den Maler Enea Salmeggia. Seine Tätigkeit als Bildhauer ist ab 1588 in den Annalen der Mailänder Domwerkstatt mit einer Zahlung dokumentiert, die er für die Fertigstellung einer Statue des Heiligen Gervasius erhielt. Da es keine Informationen über seine Lehrzeit gibt, wird angenommen, dass der Bildhauer seine künstlerische Ausbildung auf der Großbaustelle des Mailänder Doms erhielt, wo er bis 1619 anwesend war und zahlreiche Werke schuf. Ihm wird die Statue der Heiligen Monika zugeschrieben, die sich auf dem Pylon 74 befand und wahrscheinlich Anfang des 17. Jahrhunderts ausgeführt wurde; die Heilige bewegt mit ihrer rechten Hand den Schleier, der sie bedeckt, während sie mit der linken Hand ein offenes Buch hält. Von Daverio stammt auch die Statue der Heiligen Christine in der Kapelle der Heiligen Agatha, die von Brambilla modelliert wurde, sowie die Statue des Heiligen Jakobus, Sohn des Alphäus in der Kapelle des Heiligen Johannes des Täufers.
Seine Fähigkeit, die Werke anderer, berühmterer Bildhauer wie Francesco Brambilla zu vollenden und zu interpretieren, führte dazu, dass er in der Mailänder Manufaktur stets eine untergeordnete Rolle spielte. Im Jahr 1595 erhielt er den Auftrag, eine Büste von Karl Borromäus für das Ospedale Maggiore in Mailand anzufertigen. Die Büste wurde 1603 fertiggestellt, das Werk ist nüchtern, aber gut ausgeführt, und obwohl das Thema mehrfach dargestellt wurde und es obligatorisch war, ein Abbild von ihm anzufertigen, gelang es Daverio, dem Werk Originalität zu verleihen, indem er den Mantel und die Mitra des Bischofs mit dekorativen Details belebte.
Einige Jahre später erhielt er den Auftrag, eine Büste von Francesco I. Sforza anzufertigen, für die er 1606 einen Betrag von 180 Lire erhielt. Das Subjekt war nur aus ikonographischen Unterlagen und nicht aus einer direkten Quelle identifizierbar, aber Daverio gelang es, ein korrektes Bild von ihm wiederzugeben, in seiner bestickten Rüstung, die von einem auf den Schultern verknoteten Mantel umschlossen ist, sein Gesicht ist von den Falten des Alters zerfurcht. Die Büste wurde vor den Bombenangriffen des Zweiten Weltkriegs gerettet.

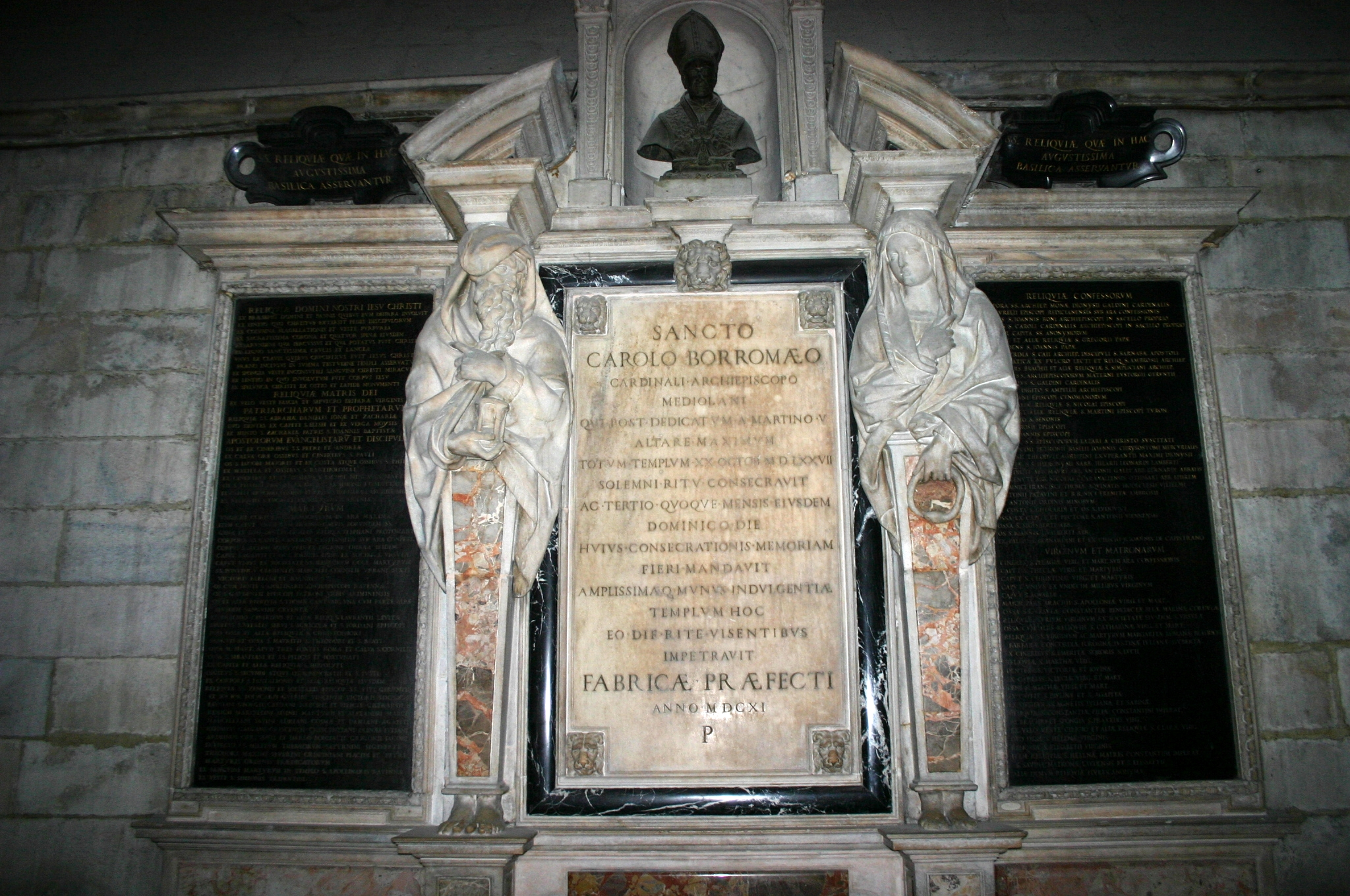
Pietro Antonio Daverio, Denkmal für Karl Borromäus, Mailänder Dom, 1577

Daverio blieb seiner spätmanieristischen Ausbildung durch Brambilla stets treu, und selbst als er Gian Andrea Biffis Assistent bei der Schaffung der Pietà-Statue wurde, die auf dem Grabdenkmal von Pellegrino Tibaldi aufgestellt werden sollte, ließ er sich nicht von dem unruhigeren Stil des jungen Mailänder Künstlers beeinflussen.
Bei den letzten Aufträgen scheint es sich um zwei Statuen zu handeln, die eine Heilige Cancianilla und eine Heilige Pelagia darstellen. Aus den Annalen geht hervor, dass die Bezahlung für dieses letzte Werk von seinem Sohn Carlo nach seinem Tod um die Jahreswende 1621/1622 eingezogen wurde.